# Loxostege asopialis
Loxostege asopialis là một loài bướm đêm trong họ Crambidae.